# Aleksandr Balandin (ginnasta)
Aleksandr Sergeevič Balandin (in russo Александр Сергеевич Баландин?; Petrozavodsk, 20 giugno 1989) è un ginnasta russo, ideatore di due elementi di ginnastica di livello E che portano il suo nome.

## Carriera
Specialista agli anelli, vincitore del campionato russo nel 2008, 2010 e 2011; delle World Cup di Mosca 2009 e Osijek 2010. Vince il bronzo, sempre agli anelli sia alla World Cup di Glasgow 2007 che a Doha 2008; e l'argento a Parigi e Mosca nel 2011. Vince l'oro all'Universiade di Belgrado, nel 2009, dove porterà a casa anche l'argento di squadra. Inoltre agli europei della disciplina conquisterà l'argento a Berlino nel 2011, alle spalle del connazionale Konstantin Plužnikov, l'anno seguente, a Montpellier, ritroverà l'argento ma nella competizione a squadre.

Si qualificherà, con il terzo punteggio, per la finale degli anelli alle Olimpiadi di Londra del 2012; sarà poi sorpassato dal brasiliano Arthur Zanetti che conquisterà l'oro, rimanendo ai piedi del podio.